# Давыдов, Фёдор Васильевич
Фёдор Васильевич Давыдов (1830—1900) — русский военный деятель и педагог, генерал-лейтенант.

## Биография
В службу вступил в 1848 году после окончания Дворянского полка произведён в прапорщики и участвовал в Венгерской компании. В 1851 году произведён в подпоручики. С 1853 года участвовал в Крымской войне. В 1855 году произведён в поручики и за храбрость в Крымской компании был награждён орденом Святого Станислава 3-й степени с мечами и бантом.
В 1859 году произведён в штабс-капитаны с назначением исполняющего должность квартирмейстера 15-й резервной пехотной дивизии. С 1860 года заведующий офицерскими курсами Офицерской стрелковой школы. В 1861 году произведён в капитаны. С 1863 года заведующий оружейной мастерской и помощник командира учебного пехотного батальона по учебной части. В 1866 году переименован в капитаны гвардии. В 1869 году произведён в полковники гвардии.
С 1873 года назначен командиром 54-го Минского пехотного полка. С 1876 года штаб-офицер для особых поручений при инспекторе стрелковых частей. С 1877 года участник Русско-турецкой войны, начальник Болгарского ополчения.
В 1878 году произведён в генерал-майоры с назначением генералом для особых поручений при инспекторе стрелковых частей. В 1890 году произведён в генерал-лейтенанты. С 1895 года был назначен начальником Петербургской местной бригады и совещательным членом окружного отделения Артиллерийского комитета Главного артиллерийского управления. В 1898 году награждён орденом Святого Александра Невского.

## Награды
Награды
- Орден Святого Станислава 3-й степени с мечами и бантом (1855)
- Орден Святого Станислава 2-й степени с Императорской короной (1870)
- Орден Святой Анны 2-й степени (1872)
- Орден Святого Владимира 4-й степени (1873)
- Орден Святого Владимира 3-й степени (1875)
- Монаршее благоволение (1879)
- Орден Святого Станислава 1-й степени (1880)
- Высочайшая благодарность (1880)
- Высочайшая благодарность (1881)
- Высочайшая благодарность (1882)
- Орден Святой Анны 1-й степени (1883)
- Высочайшая благодарность (1883)
- Орден Святого Владимира 2-й степени (1886)
- Орден Белого орла (1893)
- Особая монаршая благодарность (1897)
- Орден Святого Александра Невского (1898)